# Robert Almer
Robert Almer (Bruck an der Mur, 20 marzo 1984) è un allenatore di calcio ed ex calciatore austriaco, di ruolo portiere.

## Carriera

### Nazionale
Viene convocato per gli Europei 2016 in Francia.